# Scrobipalpa perinii
Scrobipalpa perinii is een vlinder uit de familie tastermotten (Gelechiidae). De wetenschappelijke naam is voor het eerst geldig gepubliceerd in 1951 door Klimesch.
De soort komt voor in Europa.